# Sviraci, Haskovo
Sviraci (în bulgară Свирачи) este un sat în comuna Ivailovgrad, regiunea Haskovo,  Bulgaria. 

## Demografie
Componența etnică a satului Sviraci
     Bulgari (88%)
     Romi (2,28%)
     Nicio identificare (9,71%)
     Altele (0%)
La recensământul din 2011, populația satului Sviraci era de 350 locuitori. Din punct de vedere etnic, majoritatea locuitorilor (88%) erau bulgari, cu o minoritate de romi (2,28%). Pentru 9,71% din locuitori nu este cunoscută apartenența etnică.